# Progressione del record mondiale dei 100 m dorso
In vasca corta (25 metri) i record del mondo sono omologati dalla FINA dal 3 marzo 1991.

## Uomini

### Vasca lunga
| #                 | Tempo  | +   | Atleta                | Nazionalità      | Data              | Evento                  | Luogo                       | Ref   |
| ----------------- | ------ | --- | --------------------- | ---------------- | ----------------- | ----------------------- | --------------------------- | ----- |
| 1                 | 1'24"6 |     | Arno Bieberstein      | Germania         | 17 luglio 1908    | Giochi olimpici         | Londra, Regno Unito         |       |
| 2                 | 1'20"8 |     | Maurice Wechesser     | Belgio           | 2 ottobre 1910    |                         | Schaerbeek, Belgio          |       |
| 3                 | 1'18"8 |     | Andras Baronyi        | Ungheria         | 17 luglio 1911    |                         | Budapest, Ungheria          |       |
| 4                 | 1'18"4 |     | Oskar Schiele         | Germania         | 6 aprile 1912     |                         | Bruxelles, Belgio           |       |
| 5                 | 1'15"6 |     | Otto Fahr             | Germania         | 29 aprile 1912    |                         | Magdeburgo, Germania        |       |
| 6                 | 1'14"8 |     | Warren Kealoha        | Stati Uniti      | 22 agosto 1920    | Giochi olimpici         | Anversa, Belgio             |       |
| 7                 | 1'12"6 |     | Warren Kealoha        | Stati Uniti      | 17 ottobre 1922   |                         | Honolulu, Hawaii            |       |
| 8                 | 1'12"4 |     | Warren Kealoha        | Stati Uniti      | 13 aprile 1924    |                         | Honolulu, Hawaii            |       |
| 9                 | 1'11"4 |     | Warren Kealoha        | Stati Uniti      | 19 giugno 1926    |                         | Honolulu, Hawaii            |       |
| 10                | 1'11"2 |     | Walter Laufer         | Stati Uniti      | 20 giugno 1926    |                         | Berlino, Germania           |       |
| 11                | 1'10"2 |     | P.A. House            | Stati Uniti      | 22 marzo 1927     |                         | New Haven, Stati Uniti      |       |
| 12                | 1'09"0 |     | George Kojac          | Stati Uniti      | 23 giugno 1928    |                         | Detroit, Stati Uniti        |       |
| 13                | 1'08"2 |     | George Kojac          | Stati Uniti      | 9 agosto 1928     | Giochi olimpici         | Amsterdam, Paesi Bassi      |       |
| 14                | 1'07"4 |     | Albert Vandeweghe     | Stati Uniti      | 23 luglio 1934    |                         | Honolulu, Hawaii            |       |
| 15                | 1'07"0 |     | Adolph Kiefer         | Stati Uniti      | 20 ottobre 1935   |                         | Berlino, Germania           |       |
| 16                | 1'06"2 |     | Adolph Kiefer         | Stati Uniti      | 22 ottobre 1935   |                         | Krefeld, Germania           |       |
| 17                | 1'04"9 |     | Adolph Kiefer         | Stati Uniti      | 9 novembre 1935   |                         | Breslavia, Germania         |       |
| 18                | 1'04"8 |     | Adolph Kiefer         | Stati Uniti      | 18 gennaio 1936   |                         | Detroit, Stati Uniti        |       |
| 19                | 1'04"0 |     | Allen Stack           | Stati Uniti      | 23 giugno 1948    |                         | New Haven, Stati Uniti      |       |
| 20                | 1'03"6 |     | Allen Stack           | Stati Uniti      | 4 febbraio 1949   |                         | New Haven, Stati Uniti      |       |
| 21                | 1'03"3 |     | Gilbert Bozon         | Francia          | 26 dicembre 1952  |                         | Troyes, Francia             |       |
| 22                | 1'02"8 |     | Yoshinobu Oyakawa     | Stati Uniti      | 1º aprile 1954    |                         | New Haven, Stati Uniti      |       |
| 23                | 1'02"1 |     | Gilbert Bozon         | Francia          | 27 febbraio 1955  |                         | Troyes, Francia             |       |
| Nuovo regolamento |        |     |                       |                  |                   |                         |                             |       |
| 24                | 1'02"2 |     | David Theile          | Australia        | 6 dicembre 1956   | Giochi olimpici         | Melbourne, Australia        |       |
| 25                | 1'01"5 | 55y | John Monckton         | Australia        | 15 febbraio 1958  |                         | Melbourne, Australia        |       |
| 26                | 1'01"3 |     | Robert Bennett        | Stati Uniti      | 19 agosto 1961    |                         | Los Angeles, Stati Uniti    |       |
| 27                | 1'01"0 |     | Tom Stock             | Stati Uniti      | 11 agosto 1962    |                         | Cuyahoga Falls, Stati Uniti |       |
| 28                | 1'00"9 |     | Tom Stock             | Stati Uniti      | 12 agosto 1962    |                         | Cuyahoga Falls, Stati Uniti |       |
| 29                | 1'00"8 |     | Ernst-Joachim Küppers | Germania Ovest   | 28 agosto 1964    |                         | Dortmund, Germania Ovest    |       |
| 30                | 1'00"0 |     | Tom Mann              | Stati Uniti      | 3 settembre 1964  |                         | New York, Stati Uniti       |       |
| 31                | 59"6   |     | Tom Mann              | Stati Uniti      | 16 ottobre 1964   | Giochi olimpici         | Tokyo, Giappone             |       |
| 32                | 59"5   |     | Doug Russell          | Stati Uniti      | 28 agosto 1967    |                         | Tokyo, Giappone             |       |
| 33                | 59"3   |     | Charles Hickcox       | Stati Uniti      | 28 agosto 1967    |                         | Tokyo, Giappone             |       |
| 34                | 59"1   |     | Charles Hickcox       | Stati Uniti      | 31 agosto 1967    |                         | Tokyo, Giappone             |       |
| 35                | 58"4   |     | Roland Matthes        | Germania Est     | 21 settembre 1967 |                         | Lipsia, Germania Est        |       |
| 36                | 58"0   |     | Roland Matthes        | Germania Est     | 26 ottobre 1968   | Giochi olimpici         | Città del Messico, Messico  |       |
| 37                | 57"8   |     | Roland Matthes        | Germania Est     | 23 agosto 1969    |                         | Würzburg, Germania Ovest    |       |
| 38                | 56"9   |     | Roland Matthes        | Germania Est     | 8 settembre 1970  |                         | Barcellona, Spagna          |       |
| 39                | 56"7   |     | Roland Matthes        | Germania Est     | 4 settembre 1971  |                         | Lipsia, Germania Est        |       |
| 40                | 56"3   |     | Roland Matthes        | Germania Est     | 8 aprile 1972     |                         | Mosca, Unione Sovietica     |       |
| 41                | 56"30  |     | Roland Matthes        | Germania Est     | 4 settembre 1972  | Giochi olimpici         | Monaco, Germania Ovest      |       |
| 42                | 56"19  | sf  | John Naber            | Stati Uniti      | 18 luglio 1976    | Giochi olimpici         | Montréal, Canada            |       |
| 43                | 55"49  |     | John Naber            | Stati Uniti      | 19 luglio 1976    | Giochi olimpici         | Montréal, Canada            |       |
| 44                | 55"44  |     | Rick Carey            | Stati Uniti      | 6 agosto 1983     |                         | Clovis, Stati Uniti         |       |
| 45                | 55"38  |     | Rick Carey            | Stati Uniti      | 6 agosto 1983     |                         | Clovis, Stati Uniti         |       |
| 46                | 55"19  |     | Rick Carey            | Stati Uniti      | 21 agosto 1983    |                         | Caracas, Venezuela          |       |
| 47                | 55"17  |     | Igor' Poljanskij      | Unione Sovietica | 15 marzo 1988     |                         | Tallinn, Unione Sovietica   |       |
| 48                | 55"16  |     | Igor' Poljanskij      | Unione Sovietica | 16 marzo 1988     |                         | Tallinn, Unione Sovietica   |       |
| 49                | 55"00  |     | Igor' Poljanskij      | Unione Sovietica | 16 luglio 1988    |                         | Mosca, Unione Sovietica     |       |
| 50                | 54"95  |     | David Berkoff         | Stati Uniti      | 13 agosto 1988    |                         | Austin, Stati Uniti         |       |
| 51                | 54"91  |     | David Berkoff         | Stati Uniti      | 13 agosto 1988    |                         | Austin, Stati Uniti         |       |
| 52                | 54"51  |     | David Berkoff         | Stati Uniti      | 24 settembre 1988 | Giochi olimpici         | Seul, Corea del Sud         |       |
| Nuovo regolamento |        |     |                       |                  |                   |                         |                             |       |
| 53                | 53"93  |     | Jeff Rouse            | Stati Uniti      | 25 agosto 1991    |                         | Edmonton, Canada            |       |
| 54                | 53"86  |     | Jeff Rouse            | Stati Uniti      | 31 luglio 1992    | Giochi olimpici         | Barcellona, Spagna          |       |
| 55                | 53"60  |     | Lenny Krayzelburg     | Stati Uniti      | 24 agosto 1999    |                         | Sydney, Australia           |       |
| 56                | 53"45  |     | Aaron Peirsol         | Stati Uniti      | 21 agosto 2004    | Giochi olimpici         | Atene, Grecia               |       |
| 57                | 53"17  |     | Aaron Peirsol         | Stati Uniti      | 2 aprile 2005     |                         | Indianapolis, Stati Uniti   |       |
| 58                | 52"98  |     | Aaron Peirsol         | Stati Uniti      | 27 marzo 2007     | Campionati mondiali     | Melbourne, Australia        |       |
| 59                | 52"89  |     | Aaron Peirsol         | Stati Uniti      | 1º luglio 2008    | Trials olimpici USA     | Omaha, Stati Uniti          |       |
| 60                | 52"54  |     | Aaron Peirsol         | Stati Uniti      | 12 agosto 2008    | Giochi olimpici         | Pechino, Cina               |       |
| 61                | 52"38  |     | Aschwin Wildeboer     | Spagna           | 1º luglio 2009    | Giochi del Mediterraneo | Pescara, Italia             |       |
| 62                | 51"94  |     | Aaron Peirsol         | Stati Uniti      | 8 luglio 2009     | Campionati statunitensi | Indianapolis, Stati Uniti   |       |
| 63                | 51"85  | s   | Ryan Murphy           | Stati Uniti      | 13 agosto 2016    | Giochi olimpici         | Rio de Janeiro, Brasile     | [ 2 ] |
| 64                | 51"60  |     | Thomas Ceccon         | Italia           | 20 giugno 2022    | Campionati mondiali     | Budapest, Ungheria          |       |

Legenda: Ref - Referto della gara;
Record non ottenuti in finale: (b) - batteria; (sf) - semifinale; (s) - staffetta prima frazione.

### Vasca corta
| #  | Tempo | +  | Atleta                            | Nazionalità | Data             | Evento                        | Luogo                     | Ref   |
| -- | ----- | -- | --------------------------------- | ----------- | ---------------- | ----------------------------- | ------------------------- | ----- |
| 1  | 52"71 |    | Mark Tewksbury                    | Canada      | 16 marzo 1991    |                               | Bonn, Germania            |       |
| 2  | 52"58 |    | Mark Tewksbury                    | Canada      | 29 marzo 1991    |                               | Sheffield, Regno Unito    |       |
| 3  | 52"52 |    | Mark Tewksbury                    | Canada      | 20 febbraio 1992 |                               | Winnipeg, Canada          |       |
| 4  | 52"50 |    | Mark Tewksbury                    | Canada      | 22 febbraio 1992 |                               | Winnipeg, Canada          |       |
| 5  | 51"43 |    | Jeff Rouse                        | Stati Uniti | 12 aprile 1993   |                               | Sheffield, Regno Unito    |       |
| 6  | 51"28 |    | Lenny Krayzelburg                 | Stati Uniti | 5 febbraio 2000  | Coppa del Mondo               | Berlino, Germania         |       |
| 7  | 50"75 |    | Neil Walker                       | Stati Uniti | 19 marzo 2000    | Campionati mondiali           | Atene, Grecia             |       |
| 8  | 50"58 | b  | Thomas Rupprath                   | Germania    | 8 dicembre 2002  | Coppa del Mondo               | Melbourne, Australia      | [ 3 ] |
| 9  | 50"32 |    | Peter Marshall                    | Stati Uniti | 26 marzo 2004    |                               | East Meadow, Stati Uniti  |       |
| 10 | 49"99 |    | Ryan Lochte                       | Stati Uniti | 9 aprile 2006    | Campionati mondiali           | Shanghai, Cina            |       |
| 11 | 49"94 |    | Peter Marshall                    | Stati Uniti | 11 novembre 2008 | Coppa del Mondo               | Stoccolma, Svezia         |       |
| 12 | 49"63 |    | Peter Marshall                    | Stati Uniti | 15 novembre 2008 | Coppa del Mondo               | Berlino, Germania         |       |
| 13 | 49"32 |    | Stanislav Donec                   | Russia      | 14 dicembre 2008 | Campionati europei            | Fiume, Croazia            |       |
| 14 | 49"20 |    | Aschwin Wildeboer                 | Spagna      | 21 dicembre 2008 |                               | Madrid, Spagna            |       |
| 15 | 49"17 | sf | Arkadij Vjatčanin                 | Russia      | 12 dicembre 2009 | Campionati europei            | Istanbul, Turchia         | [ 4 ] |
| 16 | 48"97 |    | Arkadij Vjatčanin Stanislav Donec | Russia      | 13 dicembre 2009 | Campionati europei            | Istanbul, Turchia         | [ 5 ] |
| 17 | 48"94 |    | Nick Thoman                       | Stati Uniti | 18 dicembre 2009 | Duel in the Pool              | Manchester, Regno Unito   |       |
| 18 | 48"92 |    | Matt Grevers                      | Stati Uniti | 12 dicembre 2015 | Duel in the Pool              | Indianapolis, Stati Uniti | [ 6 ] |
| 19 | 48"90 |    | Kliment Kolesnikov                | Russia      | 22 dicembre 2017 | Salnikov Swim Cup             | San Pietroburgo, Russia   | [ 7 ] |
| 20 | 48"88 |    | Xu Jiayu                          | Cina        | 11 novembre 2018 | Coppa del Mondo               | Tokyo, Giappone           | [ 8 ] |
| 21 | 48"58 | s  | Kliment Kolesnikov                | Russia      | 21 novembre 2020 | International Swimming League | Budapest, Ungheria        |       |

Legenda: Ref - Referto della gara;
Record non ottenuti in finale: (b) - batteria; (sf) - semifinale; (s) - staffetta prima frazione.

## Donne

### Vasca lunga
| #                 | Tempo   | +   | Atleta              | Nazionalità    | Data              | Evento                  | Luogo                        | Ref    |
| ----------------- | ------- | --- | ------------------- | -------------- | ----------------- | ----------------------- | ---------------------------- | ------ |
| 1                 | 1'36"7  |     | Doris Hart          | Gran Bretagna  | 6 luglio 1923     |                         | Göteborg, Svezia             |        |
| 2                 | 1'35"0  |     | J. Mullerova        | Cecoslovacchia | 29 luglio 1923    |                         | Praga, Cecoslovacchia        |        |
| 3                 | 1'26"6  |     | Sybil Bauer         | Stati Uniti    | 8 agosto 1923     |                         | Newark, Stati Uniti          |        |
| 4                 | 1'22"4  |     | Sybil Bauer         | Stati Uniti    | 6 gennaio 1924    |                         | Miami, Stati Uniti           |        |
| 5                 | 1'22"0  |     | Willy den Turk      | Paesi Bassi    | 10 luglio 1927    |                         | Rotterdam, Paesi Bassi       |        |
| 6                 | 1'21"6  |     | Marie Braun         | Paesi Bassi    | 11 agosto 1928    | Giochi olimpici         | Amsterdam, Paesi Bassi       |        |
| 7                 | 1'21"4  |     | Marie Braun         | Paesi Bassi    | 20 aprile 1929    |                         | Bruxelles, Belgio            |        |
| 8                 | 1'21"0  |     | Marie Braun         | Paesi Bassi    | 27 novembre 1929  |                         | L'Aia, Paesi Bassi           |        |
| 9                 | 1'20"6  |     | Bonnie Mealing      | Australia      | 27 febbraio 1930  |                         | Sydney, Australia            |        |
| 10                | 1'18"6  |     | Phyllis Harding     | Gran Bretagna  | 30 maggio 1932    |                         | Wallasey, Regno Unito        |        |
| 11                | 1'18"2  |     | Eleanor Holm        | Stati Uniti    | 16 luglio 1932    |                         | Jones Beach, Stati Uniti     |        |
| 12                | 1'16"8  |     | Rie Mastenbroek     | Paesi Bassi    | 25 novembre 1934  |                         | Düsseldorf, Germania         |        |
| 13                | 1'16"3  |     | Eleanor Holm        | Stati Uniti    | 15 gennaio 1935   |                         | Chicago, Stati Uniti         |        |
| 14                | 1'15"8  |     | Rie Mastenbroek     | Paesi Bassi    | 27 febbraio 1936  |                         | Amsterdam, Paesi Bassi       |        |
| 15                | 1'15"7  |     | Nida Senff          | Paesi Bassi    | 8 settembre 1936  |                         | Copenaghen, Danimarca        |        |
| 16                | 1'15"4  |     | Nida Senff          | Paesi Bassi    | 10 settembre 1936 |                         | Copenaghen, Danimarca        |        |
| 17                | 1'13"6  |     | Nida Senff          | Paesi Bassi    | 25 ottobre 1936   |                         | Düsseldorf, Germania         |        |
| 18                | 1'13"5  |     | Cor Kint            | Paesi Bassi    | 1º novembre 1938  |                         | Copenaghen, Danimarca        |        |
| 19                | 1'13"2  |     | Iet van Feggelen    | Paesi Bassi    | 10 novembre 1938  |                         | Amsterdam, Paesi Bassi       |        |
| 20                | 1'13"0  |     | Iet van Feggelen    | Paesi Bassi    | 12 novembre 1938  |                         | L'Aia, Paesi Bassi           |        |
| 21                | 1'12"9  |     | Iet van Feggelen    | Paesi Bassi    | 26 novembre 1938  |                         | Anversa, Belgio              |        |
| 22                | 1'10"9  |     | Cor Kint            | Paesi Bassi    | 22 settembre 1939 |                         | Rotterdam, Paesi Bassi       |        |
| Nuovo regolamento |         |     |                     |                |                   |                         |                              |        |
| 23                | 1'12"9  |     | Judy Grinham        | Gran Bretagna  | 5 dicembre 1956   | Giochi olimpici         | Melbourne, Australia         |        |
| 24                | 1'12"5  | 55y | Phillipa Gould      | Nuova Zelanda  | 12 marzo 1958     |                         | Auckland, Nuova Zelanda      |        |
| 25                | 1'12"4  | 55y | Margaret Edwards    | Gran Bretagna  | 19 aprile 1958    |                         | Cardiff, Regno Unito         |        |
| 26                | 1'12"3  |     | Ria van Velsen      | Paesi Bassi    | 20 luglio 1958    |                         | Nimega, Paesi Bassi          |        |
| 27                | 1'11"9  | 55y | Judy Grinham        | Gran Bretagna  | 23 luglio 1958    |                         | Cardiff, Regno Unito         |        |
| 28                | 1'11"7  |     | Ria van Velsen      | Paesi Bassi    | 26 luglio 1959    |                         | Waalwijk, Paesi Bassi        |        |
| 29                | 1'11"4  |     | Carin Cone          | Stati Uniti    | 6 settembre 1959  |                         | Chicago, Stati Uniti         |        |
| 30                | 1'11"0  |     | Ria van Velsen      | Paesi Bassi    | 12 giugno 1960    |                         | Lipsia, Germania Est         |        |
| 31                | 1'10"9  |     | Ria van Velsen      | Paesi Bassi    | 10 luglio 1960    |                         | Maastricht, Paesi Bassi      |        |
| 32                | 1'10"1  |     | Lynn Burke          | Stati Uniti    | 17 luglio 1960    |                         | Indianapolis, Stati Uniti    |        |
| 33                | 1'10"0  |     | Lynn Burke          | Stati Uniti    | 4 agosto 1960     |                         | Detroit, Stati Uniti         |        |
| 34                | 1'09"2  |     | Lynn Burke          | Stati Uniti    | 5 agosto 1960     |                         | Detroit, Stati Uniti         |        |
| 35                | 1'09"0  |     | Lynn Burke          | Stati Uniti    | 2 settembre 1960  | Giochi olimpici         | Roma, Italia                 |        |
| 36                | 1'08"9  |     | Donna de Varona     | Stati Uniti    | 28 luglio 1963    |                         | Los Angeles, Stati Uniti     |        |
| 37                | 1'08"6  |     | Christine Caron     | Francia        | 14 giugno 1964    |                         | Parigi, Francia              |        |
| 38                | 1'08"3  |     | Virginia Duenkel    | Stati Uniti    | 28 settembre 1964 |                         | Los Angeles, Stati Uniti     |        |
| 39                | 1'07"7  |     | Cathy Ferguson      | Stati Uniti    | 14 ottobre 1964   | Giochi olimpici         | Tokyo, Giappone              |        |
| 40                | 1'07"4  |     | Ann Fairlie         | Sudafrica      | 23 luglio 1966    |                         | Béziers, Francia             |        |
| 41                | 1'07"3  |     | Elaine Tanner       | Canada         | 27 luglio 1967    |                         | Winnipeg, Canada             |        |
| 42                | 1'07"1  |     | Elaine Tanner       | Canada         | 30 luglio 1967    |                         | Winnipeg, Canada             |        |
| 43                | 1'06"7  |     | Karen Muir          | Sudafrica      | 30 gennaio 1968   |                         | Kimberley, Sudafrica         |        |
| 44                | 1'06"4  |     | Karen Muir          | Sudafrica      | 6 aprile 1968     |                         | Parigi, Francia              |        |
| 45                | 1'06"2  |     | Kaye Hall           | Stati Uniti    | 23 ottobre 1968   | Giochi olimpici         | Città del Messico, Messico   |        |
| 46                | 1'05"6  |     | Karen Muir          | Sudafrica      | 6 luglio 1969     |                         | Utrecht, Paesi Bassi         |        |
| 47                | 1'05"39 |     | Ulrike Richter      | Germania Est   | 18 agosto 1973    |                         | Utrecht, Paesi Bassi         |        |
| 48                | 1'04"99 |     | Ulrike Richter      | Germania Est   | 4 settembre 1973  | Campionati mondiali     | Belgrado, Jugoslavia         |        |
| 49                | 1'04"78 |     | Wendy Cook          | Canada         | 31 gennaio 1974   |                         | Christchurch, Nuova Zelanda  |        |
| 50                | 1'04"43 |     | Ulrike Richter      | Germania Est   | 8 luglio 1974     |                         | Rostock, Germania Est        |        |
| 51                | 1'04"09 | b   | Ulrike Richter      | Germania Est   | 22 agosto 1974    | Campionati europei      | Vienna, Austria              |        |
| 52                | 1'03"30 |     | Ulrike Richter      | Germania Est   | 23 agosto 1974    | Campionati europei      | Vienna, Austria              |        |
| 53                | 1'03"08 | s   | Ulrike Richter      | Germania Est   | 24 agosto 1974    | Campionati europei      | Vienna, Austria              |        |
| 54                | 1'02"98 |     | Ulrike Richter      | Germania Est   | 1º settembre 1974 |                         | Concord, Stati Uniti         |        |
| 55                | 1'02"60 |     | Ulrike Richter      | Germania Est   | 14 marzo 1976     |                         | Tallinn, Unione Sovietica    |        |
| 56                | 1'01"62 |     | Kornelia Ender      | Germania Est   | 3 giugno 1976     |                         | Berlino Est, Germania Est    |        |
| 57                | 1'01"51 |     | Ulrike Richter      | Germania Est   | 5 giugno 1976     |                         | Berlino Est, Germania Est    |        |
| 57 =              | 1'01"51 | b   | Rica Reinisch       | Germania Est   | 20 luglio 1980    | Giochi olimpici         | Mosca, Unione Sovietica      |        |
| 58                | 1'01"50 | b   | Rica Reinisch       | Germania Est   | 22 luglio 1980    | Giochi olimpici         | Mosca, Unione Sovietica      |        |
| 59                | 1'00"86 |     | Rica Reinisch       | Germania Est   | 23 luglio 1980    | Giochi olimpici         | Mosca, Unione Sovietica      |        |
| 60                | 1'00"59 |     | Ina Kleber          | Germania Est   | 24 agosto 1984    | Giochi dell'Amicizia    | Mosca, Unione Sovietica      |        |
| Nuovo regolamento |         |     |                     |                |                   |                         |                              |        |
| 61                | 1'00"31 |     | Krisztina Egerszegi | Ungheria       | 22 agosto 1991    | Campionati europei      | Atene, Grecia                |        |
| 62                | 1'00"16 |     | He Cihong           | Cina           | 10 settembre 1994 | Campionati mondiali     | Roma, Italia                 |        |
| 63                | 59"58   |     | Natalie Coughlin    | Stati Uniti    | 13 agosto 2002    | Campionati USA          | Fort Lauderdale, Stati Uniti |        |
| 64                | 59"44   |     | Natalie Coughlin    | Stati Uniti    | 27 marzo 2007     | Campionati mondiali     | Melbourne, Australia         |        |
| 65                | 59"21   |     | Natalie Coughlin    | Stati Uniti    | 18 febbraio 2008  | Missouri Grand Prix     | Columbia, Stati Uniti        |        |
| 66                | 59"15   |     | Hayley McGregory    | Stati Uniti    | 30 giugno 2008    | Trials olimpici USA     | Omaha, Stati Uniti           |        |
| 67                | 59"03   |     | Natalie Coughlin    | Stati Uniti    | 30 giugno 2008    | Trials olimpici USA     | Omaha, Stati Uniti           |        |
| 68                | 58"97   |     | Natalie Coughlin    | Stati Uniti    | 1º luglio 2008    | Trials olimpici USA     | Omaha, Stati Uniti           |        |
| 69                | 58"77   |     | Kirsty Coventry     | Zimbabwe       | 11 agosto 2008    | Giochi olimpici         | Pechino, Cina                |        |
| 70                | 58"48   |     | Anastasija Zueva    | Russia         | 27 luglio 2009    | Campionati mondiali     | Roma, Italia                 |        |
| 71                | 58"12   |     | Gemma Spofforth     | Gran Bretagna  | 28 luglio 2009    | Campionati mondiali     | Roma, Italia                 |        |
| 72                | 58"10   |     | Kylie Masse         | Canada         | 25 luglio 2017    | Campionati mondiali     | Budapest, Ungheria           | [ 9 ]  |
| 73                | 58"00   |     | Kathleen Baker      | Stati Uniti    | 28 luglio 2018    | Campionati statunitensi | Irvine, Stati Uniti          | [ 10 ] |
| 74                | 57"57   |     | Regan Smith         | Stati Uniti    | 28 luglio 2019    | Campionati mondiali     | Gwangju, Corea del Sud       |        |
| 75                | 57"45   |     | Kaylee McKeown      | Australia      | 13 giugno 2021    | Trials australiani      | Adelaide, Australia          |        |
| 76                | 57"33   |     | Kaylee McKeown      | Australia      | 21 ottobre 2023   | Coppa del Mondo         | Budapest, Ungheria           |        |
| 77                | 57"13   |     | Regan Smith         | Stati Uniti    | 18 giugno 2024    | Trials olimpici USA     | Indianapolis, Stati Uniti    | [ 11 ] |

Legenda: Ref - Referto della gara;
Record non ottenuti in finale: (b) - batteria; (sf) - semifinale; (s) - staffetta prima frazione.

### Vasca corta
| #                                            | Tempo   | + | Atleta              | Nazionalità  | Data              | Evento                        | Luogo                     | Ref    |
| -------------------------------------------- | ------- | - | ------------------- | ------------ | ----------------- | ----------------------------- | ------------------------- | ------ |
| -                                            | 1'00"43 |   | Kristin Otto        | Germania Est |                   |                               |                           |        |
| -                                            | 59"97   |   | Kristin Otto        | Germania Est | 7 gennaio 1983    |                               | Indianapolis, Stati Uniti |        |
| Record riconosciuti ufficialmente dalla FINA |         |   |                     |              |                   |                               |                           |        |
| 1                                            | 59"41   |   | Angel Myers-Martino | Stati Uniti  | 21 novembre 1993  |                               | Stavanger, Norvegia       |        |
| 2                                            | 58"50   |   | Angel Myers-Martino | Stati Uniti  | 3 dicembre 1993   | Campionati mondiali           | Palma di Maiorca, Spagna  |        |
| 3                                            | 58"45   |   | Reiko Nakamura      | Giappone     | 4 marzo 2001      |                               | Sagamihara, Giappone      |        |
| 4                                            | 57"08   |   | Natalie Coughlin    | Stati Uniti  | 29 novembre 2001  | Coppa del Mondo               | East Meadow, Stati Uniti  |        |
| 5                                            | 56"71   |   | Natalie Coughlin    | Stati Uniti  | 23 novembre 2002  | Coppa del Mondo               | East Meadow, Stati Uniti  |        |
| 6                                            | 56"51   |   | Natalie Coughlin    | Stati Uniti  | 28 ottobre 2007   | Coppa del Mondo               | Singapore                 |        |
| 7                                            | 56"15   |   | Shiho Sakai         | Giappone     | 22 febbraio 2009  | Campionati giapponesi         | Tokyo, Giappone           |        |
| 8                                            | 55"23   |   | Shiho Sakai         | Giappone     | 15 novembre 2009  | Coppa del Mondo               | Berlino, Germania         |        |
| 9                                            | 55"03   |   | Katinka Hosszú      | Ungheria     | 4 dicembre 2014   | Campionati mondiali           | Doha, Qatar               | [ 12 ] |
| 10                                           | 54"89   |   | Minna Atherton      | Australia    | 27 ottobre 2019   | International Swimming League | Budapest, Ungheria        |        |
| 11                                           | 54"56   |   | Kaylee McKeown      | Australia    | 26 settembre 2024 | Campionati australiani        | Adelaide, Australia       | [ 13 ] |
| 12                                           | 54"41   |   | Regan Smith         | Stati Uniti  | 25 ottobre 2024   | Coppa del Mondo               | Incheon, Corea del Sud    | [ 14 ] |
| 13                                           | 54"27   |   | Regan Smith         | Stati Uniti  | 1º novembre 2024  | Coppa del Mondo               | Singapore                 | [ 15 ] |
| 14                                           | 54"02   | s | Regan Smith         | Stati Uniti  | 15 dicembre 2024  | Campionati mondiali           | Budapest, Ungheria        | [ 16 ] |

Legenda: Ref - Referto della gara;
Record non ottenuti in finale: (b) - batteria; (sf) - semifinale; (s) - staffetta prima frazione.